# Ponte Alta do Bom Jesus
Ponte Alta do Bom Jesus is een gemeente in de Braziliaanse deelstaat Tocantins. De gemeente telt 4.664 inwoners (schatting 2009).